# Корсет (фільм)
«Корсет» (нім. Corsage) — художній історичний фільм австрійської режисерки Марі Кройцер, прем'єра якого відбулася в травні 2022 року на Каннському кінофестивалі. Картина розповідає про австрійську імператорку Єлизавету; головну роль зіграла Вікі Кріпс. Фільм здобув головний приз на Лондонському кінофестивалі.

## Сюжет
У кінострічці йдеться про один рік із життя Єлизавети Баварської — дружини австрійського імператора Франца Йосипа, знаменитої красуні. У 1877 році імператриці виповнюється 40 років, але вона категорично відмовляється визнати, що вже немолода.

## У ролях
- Вікі Кріпс — Єлизавета Баварська
- Флоріан Тайхтмайстер — Франц Йосип
- Катаріна Лоренц — Марія Вестетич
- Колін Морган — Бей Мідлтон
- Жанна Вернер — Іда Ференці
- Альма Гасун — Фанні Файфалік
- Мануель Рубай — Людвіґ II
- Аарон Фріш — кронпринц Рудольф
- Фіннеган Олдфілд — Луї Ле Пренс
- Александр Пшіль — Ґеорґ Рааб
- Рафаель фон Барґен — Константин цу Гогенлоге-Шиллінґсфюрст
- Тамаш Лендьєль — Дьюла Андраші
- Аліс Проссер — Анна Наговскі

## Прем'єра та рецепція
Прем'єра фільму відбулася 20 травня 2022 року на Каннському кінофестивалі в рамках програми «Особливий погляд» (Вікі Кріпс здобула приз за найкращу роль). Картину обрано претенденткою від Австрії на Оскар-2023 у номінації «Найкращий міжнародний фільм». На Лондонському кінофестивалі в жовтні 2022 року вона перемогла в номінації «Найкращий фільм». «Корсет» поступово виходить у прокат у різних країнах: в Австрії та Німеччині (з 7 липня), у Великій Британії (з 30 грудня), у Франції з 25 січня 2023.